# Рябуха Наталія Олександрівна
Рябуха Наталія Олександрівна (нар. 12 травня 1977, Харків) — українська музикознавиця, піаністка, науковиця, доцент (2010), доктор мистецтвознавства (2017), в. о. ректора Харківської державної академії культури (2022).

## Біографія
Наталія Рябуха народилася 12 травня 1977 року в Харкові. Музичну освіту почала у Харківській дитячій музичній школі № 5 імені М. А. Римського-Корсакова. У 1996 році закінчила фортепіанний відділ Харківського музичного училища ім. Б. М. Лятошинського, отримала диплом з відзнакою. Викладачем фортепіано була Г. Д. Самсонік. У 2001 році закінчила Харківський національний університет мистецтв ім. І. П. Котляревського, спеціалізуючись на фортепіано у класі професора С. Ю. Юшкевича, отримала кваліфікацію «викладач, концертмейстер, артист камерного ансамблю».
У 2004 році (після завершення аспірантури у ХДАК) захистила кандидатську дисертацію на тему «Мініатюра як феномен музичної культури: аналіз фортепіанних творів українських композиторів кінця ХІХ — ХХ століть» (науковий керівник ― доктор філософських наук, професор М. В. Дяченко). Почала працювати на кафедрі теорії музики та фортепіано ХДАК під керівництвом заслуженого діяча мистецтв, професора О. Д. Склярова. Викладала курси: «Фортепіано», «Музична естетика», «Музична інтерпретація» та «Музична психологія». У 2010 році отримала вчене звання доцента кафедри теорії музики та фортепіано.
У 2013 році вступила до докторантури ХДАК. У 2017 році захистила докторську дисертацію «Трансформація звукового образу світу в фортепіанній культурі: онто-сонологічний підхід» (науковий консультант —  доктор мистецтвознавства, професор Харківського національного університету мистецтв імені І. П. Котляревського Л. В. Шаповалова). За результатами захисту дисертації було присвоєно науковий ступінь доктора мистецтвознавства за спеціальністю 26.00.01 — теорія та історія культури (мистецтвознавство).
Сфера наукових інтересів пов'язана з культурологічною специфікою музикознавчого дослідження. Вивчає філософію та естетику музичного мистецтва, виконавське музикознавство та інтерпретацію музичних творів, зокрема фортепіанних, різних жанрів і стилів. Науковиця досліджує специфіку звукообразного мислення виконавця-інтерпретатора, який є суб'єктом музичної творчості.
На кафедрі фортепіано викладає різноманітні лекційні та практичні курси зі спеціалізації фортепіано: «Історія фортепіанного виконавського мистецтва» та «Фортепіанна виконавська інтерпретація», «Інтерпретація фортепіанного твору», «Спецінструмент», «Філософія музики», «Методологія теоретичного музикознавства». Також здійснює наукове керівництво аспірантами факультету музичного мистецтва ХДАК. Під її керівництвом аспіранти готують доповіді та публікації тез у збірниках матеріалів міжнародних та всеукраїнських конференцій, що стосуються музичного мистецтва.
Наталія Олександрівна має досвід організаційної роботи на керівних посадах ― заступник декана факультету музичного мистецтва протягом 2017–2020 років, з вересня 2020 року обіймала посаду декана факультету аудіовізуального мистецтва ХДАК. У 2022 році призначена на посаду в. о. ректора Харківської державної академії культури.
У період з 2018 по 2021 роки науковиця брала участь у роботі спеціалізованої вченої ради Д 64.807.01 Харківської державної академії культури, яка займається захистом докторських та кандидатських дисертацій за двома спеціальностями: 26.00.01 — теорія та історія культури (у галузі культурології та мистецтвознавства) і 26.00.04 — українська культура (у галузі культурології та мистецтвознавства). Крім того, Наталія Олександрівна Рябуха входила  до складу редакційної колегії збірника наукових праць «Культура України» у серії «Мистецтвознавство».
Науковиця постійно підвищує свій науково-педагогічний рівень і працює над розвитком своєї професійної кваліфікації. У 2020 році вона пройшла стажування в Університеті Суспільних наук (UNS) у місті Лодзь, а у 2021 році — у Вищій Лінгвістичній Школі (WLS) у місті Ченстохова. Крім того, Наталія Олександрівна завершила Перші Київські державні курси іноземних мов та одержала сертифікат рівня B2 з англійської мови.
Бере участь у міжнародних та всеукраїнських конференціях, симпозіумах та музикознавчих секціях ХДАК («Культурологія та соціальні комунікації: інноваційні стратегії розвитку», «Культура та інформаційне суспільство ХХІ ст.», «Герменевтика в науках про дух»). Н. О. Рябуха входить до складу оргкомітетів та журі на міжнародних мистецьких фестивалях і конкурсах, зокрема на «DanceSongFest», «Super Art», «Art Причал», «Golden Frame» та «Art Freedom».
У 2010—2021 роках була членом Наукового товариства студентів, аспірантів, докторантів і молодих вчених ХДАК. Протягом цього періоду вона брала участь у численних наукових та творчих проєктах, допомагала в їх організації та проведенні. З 2017 по 2020 роки виконувала обов'язки голови Методичної ради факультету музичного мистецтва ХДАК, де забезпечувала координацію методичної роботи та розвиток факультету. З 2020 року очолила Раду факультету аудіовізуального мистецтва ХДАК.
Наталія Олександрівна Рябуха сприяє розбудові та розвитку системи забезпечення якості вищої освіти як на рівні організації освітнього процесу у ХДАК, так і в контексті діяльності Науково-методичної комісії (підкомісії 025 Музичне мистецтво) Міністерства освіти і науки України. З 2020 року обіймає посаду голови Комітету із забезпечення якості вищої освіти у ХДАК, входить до складу Комісії з питань академічної доброчесності та корпоративної етики академії.

## Основні праці
Є автором понад 70 наукових та навчально-методичних праць, більше 40 наукових статей, опублікованих у фахових, наукометричних та інших наукових виданнях, більше 30 тез доповідей і матеріалів конференцій, а також методичних рекомендацій до курсів.
- Рябуха Н. О. Семантичні функції жанру мініатюри в музичній культурі (методологічний аспект) / Н. О. Рябуха // Культура України. — Харків : ХДАК, 2002. — Вип. 10 : Мистецтвознавство. Філософія. — С. 163–170.

- Рябуха Н. О. Ліричний герой як суб'єкт жанру мініатюри (на прикладі фортепіанних творів Л. Ревуцького) / Н. О. Рябуха // Вісник Харківської державної академії дизайну і мистецтв. Серія: Мистецтвознавство. Архітектура : [зб. наук. пр.] / М-во освіти і науки України, Харків. держ. акад. дизайну і мистецтв ; [редкол.: О. Я. Боднар та ін. ; за ред. Даниленка В. Я.]. — Харків, 2007. — № 1. — С. 81–90.

- Рябуха Н. О. Українська фортепіанна мініатюра як об'єкт виконавської інтерпретації : навч. посіб. / Н. О. Рябуха ; М-во освіти і науки України, Харків. держ. акад. культури. — Харків : Вид-во Бровін О. В., 2010. — 257 с. ― ISBN 978-966-97091-5-8

- Рябуха Н. Мініатюра як феномен музичної культури / Н. Рябуха // Виконавське музикознавство : до 100-ліття Нац. муз. акад. ім. П. І. Чайковського : енциклопед. довід. / М. А. Давидов ; Нац. муз. акад. України ім. П. І. Чайковського. — Луцьк, 2010. — С. 99–100.
- Рябуха Н. О. Українська фортепіанна мініатюра : шлях від філософії серця до конструктивізму / Н. О. Рябуха // Культурно-мистецьке середовище : Творчість та технології. — Київ, 2011. — С. 108–109.
- Рябуха Н. О. Звукообраз як категорія музичної інтерпретації / Н. О. Рябуха // Мистецька освіта в Україні : традиції, сучасність, перспективи. — Луганськ, 2013. — С. 385–389.
- Рябуха Н. О. Звукообраз у фокусі сонологічного методу дослідження музичної культури / Н. О. Рябуха // Культура і сучасність : альманах / М-во культури і мистец. України, Держ. акад. кер. кадрів культури і мистец. — Київ : Міленіум, 2015. — № 2. — С. 98–106.
- Рябуха Н. О. Звуковий образ світу : онто-сонологічне дослідження фортепіанного мистецтва ХХ — початку ХХІ ст : монографія / Н. О. Рябуха ; М-во культури України, Харків. держ. акад. культури. — Харків : Бровін О. В., 2016. — 334 с. ― ISBN 978-617-7256-50-1

- Рябуха Н. Емансипація звуку в музичному мистецтві авангарду / Н. Рябуха // Культурно-мистецькі обрії. — 2016 : зб. наук. пр. / М-во культури України, Нац. акад. кер. кадрів культури і мистецтв. — Київ, 2016. — Ч. 1. — С. 93–96.

- Musical art : historical and theoretical discourse : collective monograph / [I. Konovalova, I. Polska, O. Roshchenko, N. Riabukha, V. Shchepakin, etc.]. — Lviv ; Torun : Liha-Pres, 2020. — 144 с.
- Markhaichuk N. «Black movies» : genre memory of the noir film language in the system of audiovisual transformations (1970s — 2010s) / N. Markhaichuk, N. Riabukha, V. Tarasov // Вісн. Харків. нац. ун-ту ім. В. Н. Каразіна. Серія: Теорія культури і філософія науки. ― Харків, 2021. ― Вип. 63. ― P. 57–67.
- Рябуха Н. О. Інструментальний звукообраз як відображення звукоідеалу культури / Н. О. Рябуха // Modern issues of practice and theory : Abstracts of ІІ International Scientific and Practical Conference, London, Great Britain, (January 17–19, 2022). — London, Great Britain, 2022. — Pp. 42–44.
- Рябуха Н. О. Харківська державна академія культури впевнено крокує до 100-річчя (1929–2024) / Н. О. Рябуха, Н. В. Бабкова, А. Л. Щербань // Харківська державна академія культури: до 95-річчя з дня заснування : монографія / [авт. кол.: Н. Рябуха, Н. Коржик, Н. Мархайчук та ін. ; за наук. ред. Н. О. Рябухи ; відп. ред. А. А. Соляник] ; М-во культури та стратегіч. комунікацій України, Харків. держ. акад. культури. — Харків : ХДАК, 2024. — С. 4-16.
- State Regulation of Culture Development in Ukraine : monograph / N. O. Riabukha, A. O. Diegtiar, O. M. Bilyk, etc. ; Kharkiv State Academy of Culture. — Kharkiv : «Oberig» LLC, 2024. — 167 p.